# ريغاس فيرايوس
ريغاس فيرايوس (1757 - 24 يونيو 1798) كاتب يوناني ومفكر سياسي وثوري، نشط في حركة التنوير اليونانية الحديثة. يُذكر ريغاس فيرايوس، أحد ضحايا انتفاضة البلقان ضد الدولة العثمانية ورائد حرب الاستقلال اليونانية، كبطل قومي يوناني.

## بدايات حياته
وُلد أنطونيوس ريغاس فيليستنلس عام 1757 لعائلة ثرية بقرية فيليستينو في سانجاك تيرهالا بالدولة العثمانية (حاليًا ثيساليا اليونانية). لقبه الباحثون لاحقًا بفيرايوس على اسم مدينة فيراي اليونانية القديمة، ويبدو أنه لم يستخدم هذا الاسم بنفسه مطلقًا، كما يعرف في بعض الأحيان باسم كونستانتينوس ريغاس. غالبًا ما يوصف أنه من الأرومانيين (البلاخ)، حيث تنتمي قريته الأصلية فيليستينو. تعود جذور عائلة ريغاس إلى بيريفولي، قرية أرومانية أخرى، لكن العائلة عادة كانت تقضي فصل الشتاء في فيليستينو. يتشكك بعض الباحثين عما إذا كانت هناك أدلة دامغة على ذلك.
تلقى ريغاس، وفقًا لشريكه كريستوفورس بيرايفوس، تعليمه في مدرسة بقرية أمبيلاكيا التي تقع في مقاطعة لاريسا. أصبح، في وقت لاحق، مدرسًا بقرية كيسوس حيث حارب الوجود العثماني. قتل، في سن العشرين، شخصية عثمانية مهمة، وهرب إلى مرتفعات جبل أوليمبوس، حيث انضم إلى فرقة من الجنود بقيادة سبيروس زيراس.
توجه بعد ذلك إلى رهبان جبل آثوس، حيث استقبله كوزماس، قمص دير فاتوبيدي، ومن هناك إلى القسطنطينية (إسطنبول)، حيث أصبح أمينًا لدى الفناري ألكسندر إبسيلانتس (1725-1805).
عاد ريغاس، بعد وصوله إلى بوخارست، عاصمة الأفلاق، إلى الدراسة بالمدرسة، وتعلم عدة لغات، وأصبح في النهاية كاتب لأمير الأفلاق نيكولاس مافروجينيس. كُلف بتفتيش القوات في مدينة كرايوفا، حين اندلعت الحرب الروسية العثمانية (1787-1792).
دخل ريغاس، إثر ذلك، في علاقات ودية مع ضابط عثماني يُدعى عثمان بازفانت أوغلو، ولاحقًا مع باشا مدينة فيدين المتمرد، الذي أنقذ حياته من انتقام مافروجينيس. علم بالثورة الفرنسية، واعتقد أن شيئًا مماثلًا يمكن أن يحدث في البلقان، ينتج عنه حق تقرير المصير لرعايا العثمانيين المسيحيين، فدعم عبر لقاء الأساقفة اليونانيين وقادة حرب العصابات حدوث انتفاضة.
عاد ريغاس، بعد وفاة مولاه، إلى بوخارست ليعمل لبعض الوقت كترجمان في القنصلية الفرنسية. كتب في ذلك الوقت نسخته اليونانية الشهيرة من نشيد لامارسييز، النشيد الوطني للثوار الفرنسيين، وهي نسخة اشتهرت عبر إعادة صياغة اللورد بايرون لها باسم «ثوروا يا أبناء الإغريق».

## في فيينا
ذهب ريغاس عام 1793 إلى فيينا، عاصمة الإمبراطورية الرومانية المقدسة وموطن لجالية يونانية كبيرة، كجزء من محاولة لطلب العون والدعم من الجنرال الفرنسي نابليون بونابرت. أنشأ، أثناء وجوده في المدينة، صحيفة باللغة اليونانية أطلق عليها اسم أفمريس (والتي تعني: كل يوم)، ونشر خريطة سياسية مقترحة لليونان العظمى شملت القسطنطينية وأماكن أخرى كثيرة، بما في ذلك عدد كبير من الأماكن التي كان اليونانيون أقلية فيها.
طبع كتيبات تستند إلى مبادئ الثورة الفرنسية، وتتضمن إعلان حقوق الإنسان والمواطن، والدستور السياسي الجديد لسكان روملي والأناضول وجزر بحر إيجة وإمارات مولدافيا والأفلاق، بهدف توزيعها في محاولة لتحفيز انتفاضة عموم البلقان ضد العثمانيين.
نشر أيضًا ترجمات يونانية لثلاث قصص كتبها رتيف دي لا بريتون، والعديد من الأعمال الأجنبية الأخرى، وجمع قصائده في مخطوطة (طُبعت بعد وفاته في مدينة ياش عام 1814).